# هارتویگ گودر
هارتویگ گَودر (آلمانی: Hartwig Gauder؛ زادهٔ ۱۰ نوامبر ۱۹۵۴ – درگذشته ۲۲ آوریل ۲۰۲۰) دونده دو پیاده‌روی سرعت اهل آلمان بود.